# Po tonkomu ldu
Po tonkomu ldu (russisk: По тонкому льду) er en sovjetisk spillefilm fra 1966 af Damir Vjatitj-Berezjnykh.

## Medvirkende
- Viktor Korsjunov som Dmitrij Bragin
- Feliks Javorskij som Gennadij Bezrodnyj
- Aleksej Ejbozjenko som Andrej Trapeznikov
- Mikhail Gluzskij som Aleksandr Kotjergin
- Izolda Izvitskaja som Oksana